# Севлијево
Севлијево (буг. Севлиево) град је у Републици Бугарској, у средишњем делу земље. Град је друго по величини градско насеље Габровске области.

## Географија
Град Севлијево се налази у средишњем делу земље, на око 200 km од престоице Софије. Седиште области, град Габрово, се налази око 30 km од Севлијева.
Севлијево се налази у северном подножју планинског система Балкан, овде познатог као Шипченски Балкан, где побрђе полако прелази у равницу Влашке низије. Надморска висина града је 200 m.
Клима у граду је континентална.

## Историја
Област Севлијева је била насељена у време антике и средњег века. Подручје први пут насељено у време Трачана. Касније овде владају стари Рим, Византија, средњовековна Бугарска, Османско царство. Севлијево је 1878. године прикључено новооснованој држави Бугарској.

## Становништво
По проценама из 2007. године град Севлијево је имао око 25.000 ст. Претежан део градског становништва су етнички Бугари. Остатак су махом Роми. Последњих 20ак година град је захваљујући добром економском положају успео задржати исти број становника.
Већинска вероисповест становништва је православна.

## Партнерски градови
- Ђевђелија